# 2013年重庆官场不雅照事件
2013年重庆官场不雅照事件，是指2013年1月，揭发的一系列涉及中华人民共和国、中国共产党重庆地方官员的不雅照事件。事件原由2008年、2009年期间，重庆永煌公司肖烨通过透露与当地官员有关的性爱视频，以达到控制官场的目的。当时是重庆市委书记薄熙来的掌控期间，事情一直被隐瞒到王立军事件及薄熙来事件后才曝光。

## 经过
2007年，重庆永煌公司肖烨通过要求其女员工负责色诱地方官员，在她们开房时偷拍下不雅视频，并由其他人假扮男友进行“捉奸”，从而要挟当地官员。2007年，赵红霞成为商人肖烨的情妇，2008年2月7日，于中国空军重庆大石坝开设的蓝箭宾馆，赵红霞听从肖烨指挥，与北碚区区长雷政富偷偷拍摄12秒性爱视频。除雷政富外，还有多人被拍下了不雅视频。以如此方式与官员们建立起特殊关系后，肖烨公司顺利发展壮大，从只有100万元的服装公司，升级为资金超过5000万元的集团。
不久，自感瞒不住的雷政富向时任中共重庆市委书记薄熙来供述此事，薄熙来授意重庆市公安局长王立军负责。王立军则命时任沙坪坝区公安局长的郭维国介入，郭维国随即令负责办理原重庆市公安局禁毒总队副总队长罗力贩毒案的730专案组侦办此案。很快此案被侦破，视频光盘被查获，肖烨、赵红霞、王建军、严鹏等一批涉案人员被控制，肖烨的公司也被查抄。2009年11月22日肖烨被投入了沙坪坝看守所，肖烨最后以“妨碍社会管理秩序罪”被判缓刑，2010年6月3日即释放。而此前肖烨通过控制而生的永煌事业衰落；事后，重庆市公安局的多个项目选址在北碚区蔡家组团，与薄熙来关系密切的徐明所掌管的实德系，也深入了北碚区。

## 曝光与处理
2012年初，王立军事件爆发，重庆官场发生剧烈地震，市委书记薄熙来因此倒台，此前一些隐瞒的案件和案情被不断曝光。2012年11月20日，新浪微博上开始流传男主角疑似雷政富的不雅视频截图和举报材料，爆料人称其包养二奶的言传并经由媒体转载报道。雷政富对媒体回应时称不雅视频是造假的。当天，雷政富打电话给爆料人朱瑞峰，希望能解决此问题，遭到朱的拒绝。
11月21日，中共重庆市纪委表示已经注意到有关不雅视频的内容。11月22日，中共重庆市纪委确认该视频截图并非作假，并将核实视频主角身份。11月23日，中共重庆市纪委表示不雅视频主角确系雷政富本人，同时中共重庆市委决定对雷政富免职并立案调查。当天，举报材料爆料者纪许光受重庆市纪委之邀，前往重庆配合调查，后因担心接待、安全等问题返回北京。11月23日，朱瑞峰称，雷政富不雅视频等贪腐证据的提供者是重庆市公安局的干警。
2013年1月24日，中共重庆市委决定，免去一系列涉及此案的中共官员，包括彭智勇、范明文、韩树明、艾东、罗登友、谢华骏、周天云、何玉柏的职务。同时，中共重庆市国资委委员会决定，免去罗广、粟志光的行政职务。
2013年5月7日，重庆市纪委对涉及不雅视频的雷政富等21名违纪党员幹部作出处理。其中，拟对雷政富给予开除党籍、开除公职处分，对其涉嫌犯罪问题于今年1月依法移送司法机关，目前检察机关正在审查起诉中；南岸区原区委书记夏泽良已由司法机关另案处理；长寿区原区长韩树明涉嫌严重经济问题，正在接受组织调查；其馀18名党员幹部因严重违反社会主义道德，分别受到党内警告、严重警告等纪律处分，正在履行相关程序。

## 涉案人员
| 姓名   | 2008年职位（事发前原职）                             | 2013年职位（案发时职位）                   | 细节                                                                                              | 处罚结果 |
| ------ | ---------------------------------------------------- | ------------------------------------------ | ------------------------------------------------------------------------------------------------- | -------- |
| 雷政富 | 中共重庆市垫江县县委书记、北碚区区长                 | 中共北碚区委书记                           | 2008年2月7日与赵红霞在蓝箭宾馆开房时被偷拍 之后在金源酒店开房时被捉奸                             | 免职     |
| 彭智勇 | 重庆市教育委员会主任                                 | 中共重庆市九龙坡区委书记                   | 2008年9月与赵红霞开房被偷拍 2009年2月与赵红霞在小天鹅宾馆开房时被捉奸                             | 免职     |
| 范明文 | 中共重庆市江北区委常委、政府常务副区长               | 中共重庆市璧山县委书记                     | 2008年8月与赵红霞在渝通宾馆开房时被偷拍 2008年11月在同一宾馆与赵红霞开房时被捉奸                  | 免职     |
| 韩树明 | 中共重庆市合川区委副书记、区长                       | 中共重庆市长寿区委副书记、区长             | 2008年赵红霞在重庆金源酒店开房时被偷拍 与谭琳在同一酒店开房时被捉奸                               | 免职     |
| 艾东   | 中共重庆市委办公厅副主任                             | 中共石柱土家族自治县委副书记、县长         |                                                                                                   | 免职     |
| 罗登友 | 中共重庆市交通纪律检查委员会书记                     | 中共重庆市交通纪委书记、监察专员           |                                                                                                   | 免职     |
| 谢华骏 | 重庆机电集团董事长                                   | 重庆机电控股公司董事长、党委书记           |                                                                                                   | 免职     |
| 周天云 | 重庆市信访办主任兼市政府副秘书长                     | 重庆市地产集团董事长、党委书记             |                                                                                                   | 免职     |
| 何玉柏 | 重庆国际信托有限公司董事长、党委书记                 | 重庆国际信托有限公司董事长、党委书记       |                                                                                                   | 免职     |
| 罗广   | 重庆市政府副秘书长、办公厅党组成员兼市政府金融办主任 | 西南证券股份有限公司董事长、党委副书记     | 2008年初分别与赵红霞和张丹在果岭时尚酒店开房，被赵红霞偷拍 一个月后在同一酒店与赵红霞开房时被捉奸 | 免职     |
| 粟志光 | 重庆诚投再生能源发展有限公司董事长                   | 重庆市城市建设投资（集团）有限公司副总经理 | 2008年3月在重庆东和花园酒店与赵红霞开房时被偷拍 2008年4月与赵红霞在同一酒店开房时被捉奸           | 免职     |

赵红霞
赵红霞（1982年-），重庆市开县赵家镇人，2007年成为重庆永煌公司商人肖烨的情妇，2008年2月7日，于中国空军重庆大石坝开设的蓝箭宾馆，赵红霞听从肖烨（1968年8月18日出生）指挥，在其操纵下化名与原中共重庆市垫江县县委书记、北碚区区长、区委书记雷政富偷偷拍摄12秒性爱视频，致使雷政富落马。
此后赵红霞一人又与：九龙坡区委书记彭智勇、璧山县委书记范明文、西南证券董事长罗广、长寿区区长韩树明、重庆城投副总经理粟志光等数名现已被免职的贪官拍下性爱视频。
赵红霞于2012年12月31日被重庆市人民检察院某分院以“敲诈勒索罪”逮捕，被关押在重庆市某看守所。辩护律师曾为赵红霞申请取保候审，但已被相关部门拒绝。此后获刑2年缓刑2年。